# Sabatinca aemula
Sabatinca aemula är en fjärilsart som beskrevs av Alfred Philpott 1924. Sabatinca aemula ingår i släktet Sabatinca och familjen käkmalar. Inga underarter finns listade i Catalogue of Life.